# Australian Championships 1951
Die 39. Australian Championships waren ein Tennis-Rasenplatzturnier der Klasse Grand Slam, das von der ILTF veranstaltet wurde. Es fand vom 20. bis 31. Januar 1951 in Sydney, Australien statt.
Titelverteidiger im Einzel waren Frank Sedgman bei den Herren sowie Louise Brough bei den Damen. Im Herrendoppel waren John Bromwich und Adrian Quist, im Damendoppel Louise Brough und Doris Hart die Titelverteidiger. Im Mixed waren Doris Hart und Frank Sedgman die Titelverteidiger.

## Herreneinzel
| Nr. | Spieler       | Erreichte Runde |
| --- | ------------- | --------------- |
| 01. | Frank Sedgman | Halbfinale      |
| 02. | Arthur Larsen | Halbfinale      |
| 03. | Ken McGregor  | Finale          |
| 04. | Dick Savitt   | Sieg            |
| 05. |               | Rückzug         |

| Nr. | Spieler            | Erreichte Runde |
| --- | ------------------ | --------------- |
| 06. | John Bromwich      | Viertelfinale   |
| 07. | Bill Sidwell       | 2. Runde        |
| 08. | George Worthington | Viertelfinale   |
| 09. | Adrian Quist       | Viertelfinale   |
| 10. | Don Candy          | 2. Runde        |

## Dameneinzel
| Nr. | Spielerin     | Erreichte Runde |
| --- | ------------- | --------------- |
| 01. | Nancye Bolton | Sieg            |
| 02. | Joyce Fitch   | Halbfinale      |
| 03. | Thelma Long   | Finale          |
| 04. | Mary Hawton   | Viertelfinale   |

| Nr. | Spielerin      | Erreichte Runde |
| --- | -------------- | --------------- |
| 05. | Esme Ashford   | Halbfinale      |
| 06. | Nell Hopman    | Viertelfinale   |
| 07. | Sadle Newcombe | 1. Runde        |
| 08. | Beryl Penrose  | Viertelfinale   |

## Damendoppel
| Nr. | Paarung                   | Erreichte Runde |
| --- | ------------------------- | --------------- |
| 01. | Nancye Bolton Thelma Long | Sieg            |
| 02. | Joyce Fitch Mary Hawton   | Finale          |
| 03. | Nell Hopman Beryl Penrose | Halbfinale      |
| 04. | Esme Ashford V. Ashford   | Halbfinale      |